# چیهیرو سوزوکی
چیهیرو سوزوکی (انگلیسی: Chihiro Suzuki; ۱۷ فوریهٔ ۱۹۷۷ – ) صداپیشگی در ژاپن، بازیگر، و فیلم‌نامه‌نویس اهل ژاپن بود.